# Günther Schwägermann
Günther August Wilhelm Schwägermann (Uelzen, Provincia de Hannover, Imperio alemán; 24 de julio de 1915) fue un servidor en el gobierno nazi del dictador  austriaco Adolf Hitler. Aproximadamente desde finales de 1941, Schwägermann se desempeñó como ayudante de Joseph Goebbels. Alcanzó el rango de SS-Hauptsturmführer (capitán).  Schwägermann sobrevivió a la Segunda Guerra Mundial y estuvo en cautiverio estadounidense desde el 25 de junio de 1945 hasta el 24 de abril de 1947.

## Biografía

### Vida hasta 1945
Nacido en Uelzen, Schwägermann asistió a la escuela secundaria y más tarde se unió a la 1.ª División Leibstandarte SS Adolf Hitler el 8 de abril de 1937. Fue enviado a la SS-Junkerschule Bad Tölz para el entrenamiento de oficiales desde octubre de 1938 hasta septiembre de 1939. Más tarde sirvió en la 4.ª División SS Polizei en Francia y Rusia, y perdió un ojo por la culata de un rifle ruso en el frente oriental. Después de esta lesión, se convirtió en ayudante de Joseph Goebbels y fue ascendido al rango de SS-Obersturmführer. Más tarde, el 29 de noviembre de 1944, fue ascendido al rango de SS-Hauptsturmführer. En enero de 1945, Goebbels envió a Schwägermann a su villa en Lanke y le ordenó que trajera a su esposa, Magda, y a sus hijos a un refugio antiaéreo en Schwanenwerder.